# Приветнинское (посёлок при станции)
Приветнинское (до 1948 — Ино, фин. Ino) — посёлок при станции в Полянском сельском поселении Выборгском районе Ленинградской области.

## Название
Происхождение топонима Ино неизвестно.
16 января 1948 года сессия Инокюльского сельсовета приняла решение переименовать станцию Ино в Приморская, но вскоре станции было возвращено историческое название. В документах это обосновывалось тем, что «форт Ино — старейший русский оборонный объект». Через полгода после того, как решение вступило в силу, было принято новое постановление, согласно которому деревня Ино получила новое название — Приветнинская, а вместе с ней станция и пристанционный посёлок также поменяли своё название. 
Переименование было закреплено указом Президиума ВС РСФСР от 1 октября 1948 года.

## История
В 1900—1911 годах в посёлке при станции Ино в летнее время жил русский живописец, академик Императорской Академии художеств Валентин Александрович Серов.
- Деревня и станционный посёлок Ино на финской карте 1923 года

До 1939 года посёлок при станции Ино входил в состав волости Уусикиркко Выборгской губернии Финляндской республики.
С 1 мая 1940 года по 30 сентября 1948 года — в составе Инокюльского сельсовета Каннельярвского (Райволовского) района.
С 1 июля 1941 года по 31 мая 1944 года — финская оккупация. 
С 1 октября 1948 года в составе Приветненского сельсовета Рощинского района.
С 1 января 1949 года учитывается административными данными как посёлок Приветненское.
С 1 июня 1954 года — в составе Октябрьского сельсовета.
С 1 февраля 1963 года — в составе Выборгского района.
Согласно административным данным 1966 и 1973 годов посёлок при станции Приветнинское входил в состав Октябрьского сельсовета.
Согласно данным 1990 года посёлок при станции Приветнинское входил в состав Полянского сельсовета.
В 1997 году в посёлке при станции Приветнинское Полянской волости проживали 928 человек, в 2002 году — 130 человек (русские — 97 %).
В 2007 году в посёлке при станции Приветнинское Полянского СП проживали 435 человек, в 2010 году — 1073 человека.

## География
Посёлок расположен в южной части района на автодороге 41А-082 (Зеленогорск — Выборг) «Приморское шоссе».
Расстояние до административного центра поселения — 35 км.
В посёлке расположена железнодорожная станция Приветненское. 
Посёлок находится на берегу Финского залива.

## Демография
| 2007 | 2010  | 2017 | 2021 |
| ---- | ----- | ---- | ---- |
| 906  | ↗1073 | ↘847 | ↗977 |

## Фото
- Вокзал станции Ино. 1924 год
- Станция Приветненское. 2019 год

## Улицы
Военных Строителей, Дачный проезд, Дорожный тупик, Заречная, имени А. Самарина, имени И. Дмитриева, имени М. Малиева, имени В. А. Серова, Инженерная, Кольцевая, Курсантский переулок, Песочная, Пляжная, Полевая, Прибрежная, Придорожная, Солдатский переулок, Спортивная, Тихий переулок, Флотская.